# Trebizonda (província)
Trebizonda (em turco: Trabzon) é uma província e área metropolitana do nordeste da Turquia, situada na região do Mar Negro, com capital na cidade homónima. Tem 4 628 km² de área e em dezembro de 2021 tinha 816 684 habitantes (densidade: 176,5 hab./km²).
| Províncias adjacentes à de Trebizonda |                      |                 |
| Mar Negro                             |                      |                 |
| Guiressum                             |                      | Rize            |
| Gumuscane                             | Gumuscane e Baiburte | Baiburte e Rize |

A província está subdividida nos seguintes distritos:
- Akçaabat
- Araklı
- Arsin
- Beşikdüzü
- Çarşıbaşı
- Çaykara
- Dernekpazarı
- Düzköy
- Hayrat
- Köprübaşı
- Maçka
- Of
- Ortahisar
- Şalpazarı
- Sürmene
- Tonya
- Vakfıkebir
- Yomra

O principal núcleo da cidade de Trebizonda corresponde aproximadamente ao distrito de Ortahisar, mas a área urbana dessa cidade estende-se para os distritos de Akçaabat, Yomra e, em menor grau, Arsin e Araklı.